# Mercury (Nevada)
Mercury ist eine Ansiedlung in Nevada, USA nordwestlich von Las Vegas.

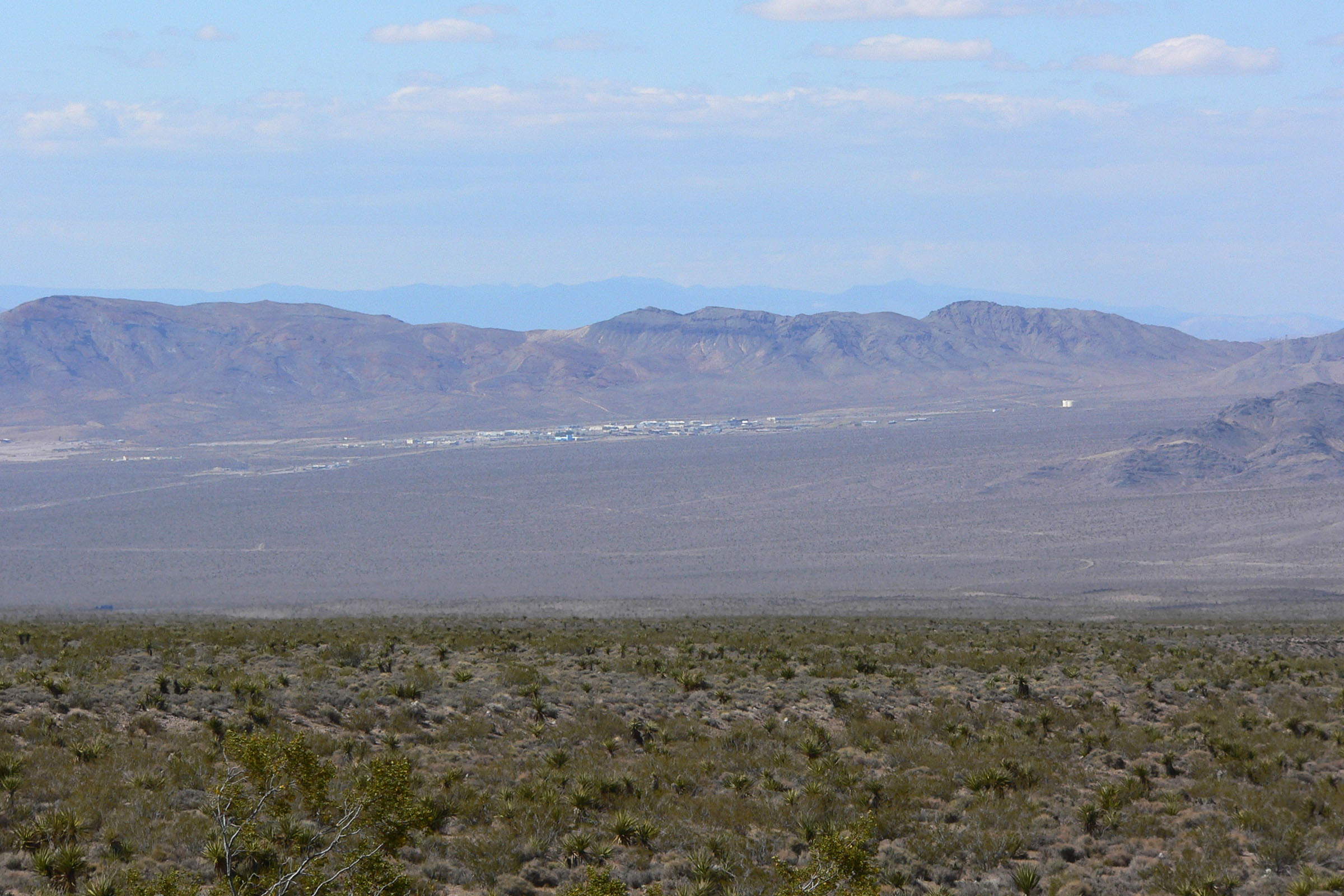
Mercury im Gelände der Nevada Test Site

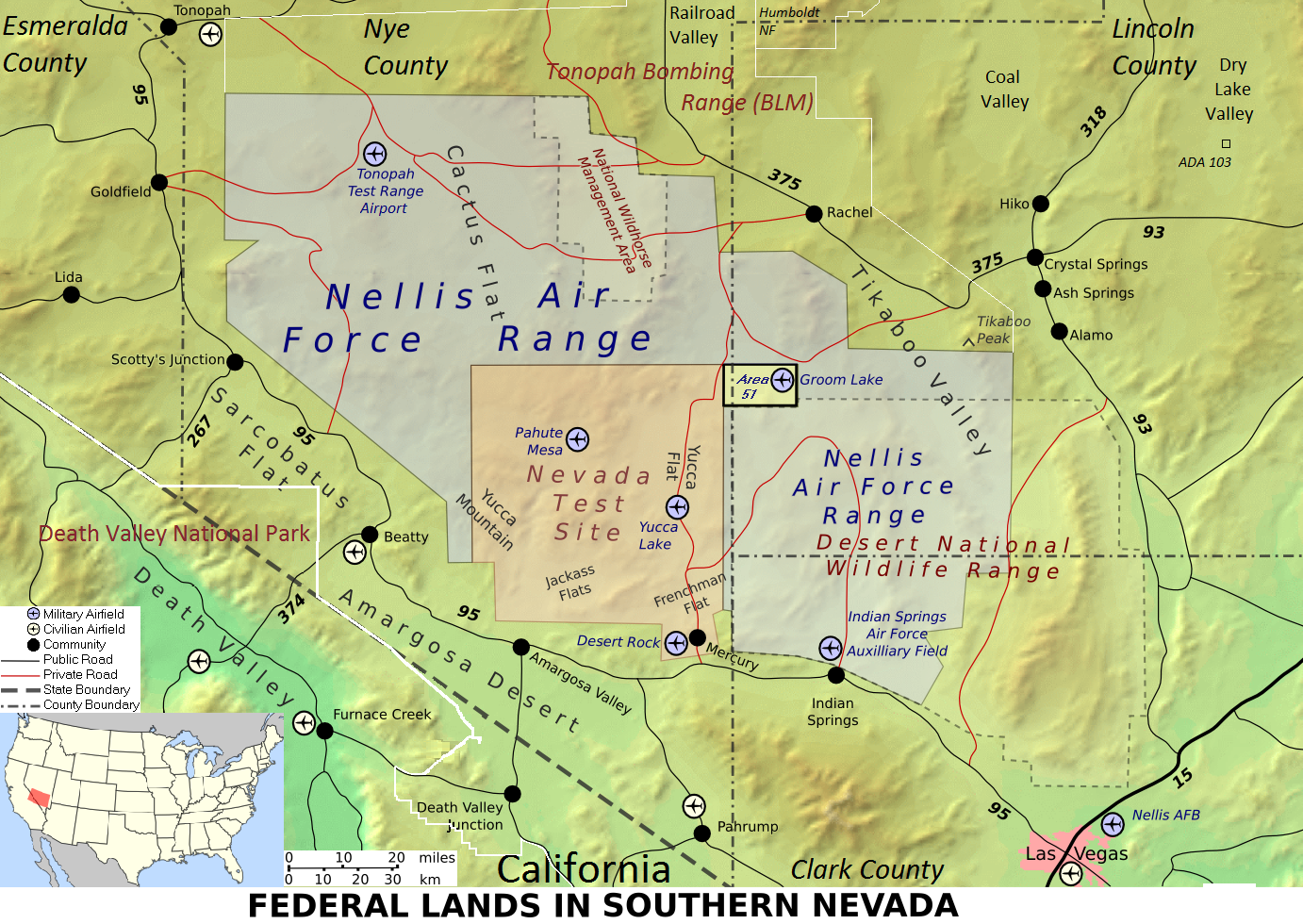
Mercury liegt südlich der Nevada Test Site

In Mercury befinden sich zahlreiche Arbeitsstätten und Wohnquartiere für Beschäftigte der Nevada Test Site. Der Zugang ist für die Öffentlichkeit gesperrt (Kontrolltor). Die Ausfahrt Mercury an der US 95 und das Eingangstor zur Nevada Test Site werden alljährlich zu bestimmten Anlässen (u. a. „Mothers Day“) von Demonstranten blockiert, die die Einstellung der Atomtests und die Rückgabe des vom Energieministerium (DoE) beschlagnahmten Landes an die Western-Shoshone-Indianer fordern.
1957 wurden in der Nähe von Mercury bei 36°40' nördlicher Breite und 115°59' westlicher Länge Raketen des Typs Asp gestartet zur Untersuchung der Explosionswolken der Atombomben der Operation Plumbbob.